# Käina

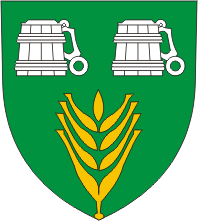
Brasão de armas de Käina

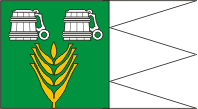
Bandeira de Käina

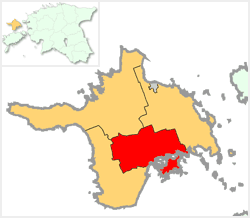
Localização de Käina

Käina é um município rural pertencente à região de Hiiu, na ilha de Hiiumaa, no noroeste da Estônia. A cidade de Käina é o centro administrativo do município (em estoniano: alevik). Está localizada no sudeste da ilha de Hiiumaa.

## Geografia

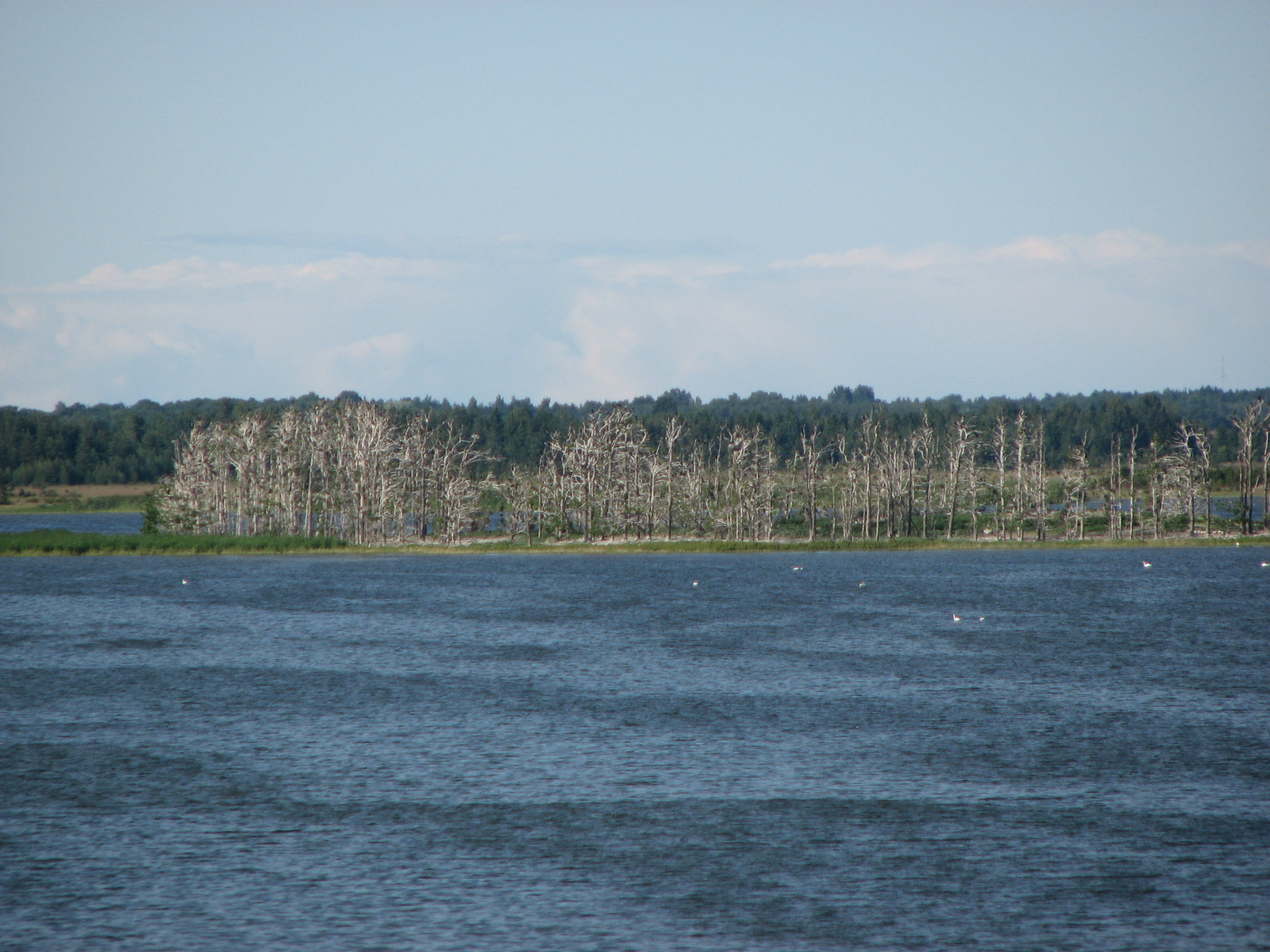
Baía de Käina

Käina possui uma área de 186 km². Sua população é de 2.180 habitantes (censo de 2006). Sua densidade demográfica é de 11,72 hab./km².

## Localidades
Ao todo, o município compreende 34 localidades (em estoniano: küla):
- Aadma
- Allika
- Esiküla
- Jõeküla
- Kaasiku
- Kaigutsi
- Kassari
- Kleemu
- Kogri
- Kolga
- Kuriste
- Laheküla
- Lelu
- Ligema
- Luguse
- Moka
- Mäeküla
- Mäeltse
- Männamaa
- Nasva
- Niidiküla
- Nõmme
- Nõmmerga
- Orjaku
- Putkaste
- Pärnselja
- Ristivälja
- Selja
- Taguküla
- Taterma
- Utu
- Vaemla
- Villemi
- Ühtri